# Veretillum australis
Veretillum australis är en korallart som först beskrevs av Gray 1870.  Veretillum australis ingår i släktet Veretillum och familjen Veretillidae. Inga underarter finns listade i Catalogue of Life.